# 阿爾及利亞國家圖書館
阿爾及利亞國家圖書館（阿拉伯语：‎）於1835年由法國殖民當局建立，1982年起隶属于文化部。目前的建筑物建于1958年。阿爾及利亞實施法定送存制度。

## 外部連結
- 阿爾及利亞國家圖書館 （阿拉伯文）